# تعبير منغلق الشكل
في الرياضيات، تعبير منغلق الشكل (بالإنجليزية: Closed-form expression)‏، هو تعبير رياضياتي عُبر عنه باستعمال عدد منته من العمليات. قد يحتوي تعبير منغلق الشكل على ثابتات ومتغيرات وعمليات معروفة (مثل + − × ÷) ودوال من قبيل الجذر النوني والأس واللوغاريتم والدوال المثلثية والدوال الزائدية العكسية.
لا إمكانية لوجود نهايات أو اشتقاقات أو تكاملات في تعبير منغلق الشكل.